# Henryk Grossmann
Henryk Grossmann, auch Henryk Grossman, (* 14. April 1881 in Krakau, Österreich-Ungarn; † 24. November 1950 in Leipzig) war ein deutsch-polnischer Ökonom, Statistiker und Historiker. In deutschsprachigen Publikationen verwendete er die Schreibweise „Grossmann“, in seinen polnischen, jiddischen und englischen Veröffentlichungen schrieb er sich „Grossman“.
Als Mitglied des Frankfurter Instituts für Sozialforschung in dessen Frühphase gelangte er durch sein am Vorabend der Weltwirtschaftskrise von 1929 erschienenes Hauptwerk Das Akkumulations- und Zusammenbruchsgesetz des kapitalistischen Systems. (Zugleich eine Krisentheorie) zu einem größeren Bekanntheitsgrad. Innerhalb des Marxismus gilt er als ein Vertreter der Zusammenbruchstheorie.

## Leben
Grossmann wurde als Sohn einer relativ wohlhabenden jüdischen Familie in Galizien geboren, das aufgrund der Teilungen Polens des 18. Jahrhunderts zu dem Zeitpunkt zu Österreich-Ungarn gehörte. Er studierte Rechtswissenschaften an der Jagiellonen-Universität in Krakau und promovierte dort 1908 zum Dr. jur. Während des Studiums trat er in verschiedenen sozialistischen Organisationen und bald als oppositionelles Mitglied innerhalb der Polnischen Sozialdemokratischen Partei Galiziens und Teschener Schlesiens (Polska Partia Socjalno-Demokratyczna Galicji i Śląska Cieszyńskiego, PPSD) hervor. Er betätigte sich in der radikalen Studentenorganisation Ruch (Die Bewegung) und wurde 1905 Redakteur der Zeitschrift Zjednoczenie (Vereinigung). Ebenfalls 1905 war er Mitbegründer und erster Exekutivsekretär der Jüdischen Sozialdemokratischen Partei in Galizien (Żydowska Partia Socjal-Demokratyczna, ŻPSD).
1908 begab er sich nach Wien, um dort die vorgeschriebene 7-jährige Kandidaturszeit zum Rechtsanwalt anzutreten und um Vorlesungen an der Universität Wien bei Eugen von Böhm-Bawerk und Carl Grünberg zu hören. Parallel dazu widmete er sich unter der Anleitung Grünbergs wissenschaftlichen Forschungen zur Statistik- und Wirtschaftsgeschichte. Eine bevorstehende akademische Karriere blieb ihm durch den Beginn des Ersten Weltkrieges verwehrt. Grossmann absolvierte im Verband der österreich-ungarischen Armee den Sommerfeldzug in Wolhynien und diente, zum Leutnant ernannt, ab 1917 im Wissenschaftlichen Komitee für Kriegswirtschaft des österreichischen Kriegsministeriums.
Nach der Wiederherstellung eines eigenständigen Staates wurde Grossmann polnischer Staatsbürger. Er trat im Dezember 1919 eine Stelle als Ministerialrat im Warschauer Hauptamt für Statistik (Główny Urząd Statystyczny, GUS) an und war in leitender Position mit der Vorbereitung der ersten polnischen Volkszählung von 1921 betraut. Noch im Jahr 1921 verließ er diese Einrichtung und wurde 1922 Ordinarius für Wirtschaftsgeschichte, Wirtschaftspolitik und Statistik an der Warschauer Freien Universität (Wolna Wszechnica Polska). Als Mitglied der Kommunistischen Arbeiterpartei Polens (Komunistyczna Partia Robotnicza Polski, KPRP) seit 1920 trat er erneut auch politisch hervor. Unter anderem betätigte er sich nach 1921 als Vorsitzender einer kommunistisch dominierten Volksuniversität (Uniwersytet Ludowy). 1924 wurde Grosmann aus bislang nicht genau geklärten Gründen in Zusammenhang mit seiner politischen Betätigung zeitweilig inhaftiert. Nach Entlassung aus der Gefängnishaft im Jahr 1925 verließ er Polen noch vor Piłsudskis Staatsstreich im Mai 1926.
Er übersiedelte im November 1925 nach Frankfurt am Main und wurde Mitarbeiter am Institut für Sozialforschung unter dessen erstem Direktor Grünberg. Neben Friedrich Pollock war Grossmann von nun an einer von zwei Hauptassistenten am Institut. 1927 erhielt er zudem die Venia legendi für Volkswirtschaftslehre an der Universität Frankfurt. Thema der öffentlichen Antrittsvorlesung: Oresmius und Kopernikus als Geldtheoretiker. (Ein Beitrag zur Preisrevolution des 14. und 16. Jahrhunderts). Im Jahr 1930 erfolgte daselbst seine Berufung zum nichtbeamteten außerordentlichen Professor. Im gleichen Jahr ernannte ihn das Internationale Agrar Institut in Moskau für sein Hauptwerk ehrenhalber zum aktiven Mitglied. Mit Hitlers Ernennung zum Reichskanzler wurde Grossmanns akademisch wohl produktivste Schaffensperiode unterbrochen.
Bereits am 25. Februar 1933, zwei Tage vor dem Reichstagsbrand, flüchtete er nach Paris. 1936 emigrierte er nach London und 1937/38 nach New York. Grossmann blieb bis Ende 1948 weiterhin Mitarbeiter des Instituts, das seit 1931 von Max Horkheimer geleitet wurde und in der US-Emigration unter dem Namen Institute of Social Research firmierte. Seine Arbeiten stießen dort jedoch in zunehmendem Maße auf Kritik, so dass von einer Mitarbeit im eigentlichen Sinne nicht mehr die Rede sein konnte. Ursächlich dafür waren persönliche und theoretische Konflikte mit Friedrich Pollock sowie die unter Horkheimers Direktorat eingeschlagene anti-positivistische Wende in der generellen Theorieausrichtung des Instituts. Hinzu kamen politische Spannungen: Spätestens seit dem deutschen Überfall auf die Sowjetunion im Juni 1941 hatte er seine seit 1933 kritische Haltung gegenüber der Politik der Komintern aufgegeben – eine Wendung, die der engere Kreis um Horkheimer nicht nachzuvollziehen bereit war.
Grossmann fühlte sich nach Kriegsende und zu Beginn der McCarthy-Ära in den USA zunehmend politisch unwohl und bedroht. Daher übersiedelte er im Frühjahr 1949 in die Sowjetisch Besetzte Zone (SBZ) Deutschlands, um eine Professur für Politische Ökonomie an der Universität Leipzig anzutreten mit dem Forschungsauftrag „Die Zukunftsaussichten der Industrialisierung europäischer Agrarländer“. Obwohl Grossmann schon schwer erkrankt war, hielt er noch Vorlesungen, vor allem zu Geschichte der Arbeiterbewegung und Geschichte der ökonomischen Systeme. Im Juni 1949 wurde er Mitglied der SED. Eine größere Wirkung konnte er jedoch nicht mehr entfalten. Ein dem Ost-Berliner Dietz-Verlag zur Veröffentlichung vorgelegtes Manuskript mit Aufsätzen aus den 1930er und 1940er Jahren blieb ungedruckt. 1950 verstarb er nach längerer Krankheit in Leipzig.
Seine Frau und sein Sohn hatten in Polen gelebt und waren Opfer der Shoa geworden.

## Theorie

### Ausgangspunkt
Der Anlass für Grossmanns Untersuchung war ein Zahlenschema des Sozialdemokraten Otto Bauer. Bauer wollte zeigen, dass bei Vollbeschäftigung zwar die Profitrate sinke, wie von Karl Marx behauptet, dass aber dies nicht zu einem Zusammenbruch des Kapitalismus führen müsse, weil alle Größen absolut ständig zunähmen, wenn auch vielleicht mit abnehmender Wachstumsrate. Also die Arbeiter und Arbeiterinnen bekommen immer mehr, die Kapitalisten können immer mehr konsumieren, es kann immer mehr investiert werden. Zwar nimmt die Profitrate ab, aber die Profitmasse nimmt ständig zu. Bauer zieht daraus den Schluss, dass der Kapitalismus moralisch bekämpft werden müsse. Nur wenn die Menschen den Kapitalismus nicht mehr haben wollten, sei ihm beizukommen. Es gebe keine ökonomischen Zwänge, die den Kapitalismus in einen „Zusammenbruch“ treiben könnten.
Bauer allerdings hatte sein Zahlenschema nur für vier Jahre berechnet. Grossmann rechnete weiter und konnte zeigen, dass im 35. Jahr des Bauerschen Schemas die Zunahme in der Mehrwertmasse nicht mehr ausreichte, um die Bedingungen des Akkumulationsschemas aufrechtzuerhalten. Das Wachstumsmodell enthielt demnach einen Zusammenbruchszeitpunkt. Grossmann verallgemeinerte diese Erkenntnis in einem arithmetisch verfassten Wachstumsmodell, anhand dessen sich der Zusammenbruch berechnen ließ.

### Modell des „Zusammenbruchs“ bei Grossmann
Grossmann geht von einer Produktion für folgende Nachfrage aus:
- Konsum der Arbeiter
- Investitionen der Kapitalisten
- Konsum der Kapitalisten.

Grossmann übernimmt von Marx die Annahme, dass die Wertzusammensetzung des Kapitals tendenziell steigt. Die Produktion für die
- Investitionen der Kapitalisten

wächst also rascher als die Produktion für den
- Konsum der Arbeiter.

Auf diese Weise können die Kapitalisten eine größere Produktionssteigerung erreichen als wenn sie die Nachfrage nach Arbeitskräften und Investitionen im Gleichschritt ausdehnten. Die Nachfrage nach Investitionsgütern wächst also rascher als die Produktion insgesamt, was geht, solange die Nachfrage nach Konsumgütern für die Kapitalisten zum Ausgleich schwächer wächst.
Der Zusammenbruch droht, wenn schließlich die gesamte Produktion einmal für den Konsum der Arbeiter und zum anderen für die Investitionen der Kapitalisten verwendet wird. Die Investitionen können dann nicht mehr rascher als die Produktion insgesamt ausgeweitet werden. Es beginnt ein Verdrängungskampf unter den Kapitalisten und ein Kampf gegen die Arbeiter um die Aufteilung des Produkts. Einzelne Kapitalisten können weiter rasch ihre Investitionen ausweiten, indem andere aus dem Investitionsmarkt gedrängt werden. Diese können dann nicht mehr die im Konkurrenzkampf erforderlichen Investitionen im erforderlichen Umfang tätigen, sie fallen technologisch zurück, werden aus dem Markt gedrängt.
Zum anderen kann versucht werden, die Löhne zu senken. Der so für die Kapitalisten größer werdende Mehrwert kann dazu genutzt werden, weiterhin die Investitionen im erforderlichen Maße auszuweiten. Die Löhne können allerdings nicht beliebig gesenkt werden. Werden die Lohnausgaben gesenkt, indem weniger Arbeitskräfte eingestellt werden, entsteht Arbeitslosigkeit. Außerdem fehlen dann Arbeitskräfte zur Bedienung des Kapitalstocks (=angesammelte Investitionen). Auf der einen Seite sind Arbeiter arbeitslos, auf der anderen Seite liegt Kapital brach. Dieses Paradox schildert Marx im fünfzehnten Kapitel von Band III des Kapitals.
Grossmann fährt dann fort, dass dieser Verdrängungskampf die nationalen Grenzen überschreitet, so dass es zu imperialistischen Tendenzen mit Krieg kommt. Das brachliegende Kapital erscheint auch in der Form von brachliegendem Finanzkapital in einer „Sparschwemme“, wie heutzutage gelegentlich gesagt wird, steht. Angesichts des „Zusammenbruchs“ gibt es keine rentablen Investitionsmöglichkeiten mehr. Die Folge ist „asset inflation“ (Vermögenswerteinflation, ebenfalls ein neuerer Begriff), d. h. der Preis für Aktien, Immobilien, Grundstücke usw. geht paradoxerweise immer weiter nach oben, obwohl die Wirtschaft stagniert. Wenn allgemein die Rentabilität sinkt, sind die wenigen noch vorhandenen Profitquellen immer mehr wert, daher die Spekulationsblasen auf den Finanzmärkten.
Das Buch von Grossmann erschien im Jahre 1929, kurz vor der Weltwirtschaftskrise. Trotz dieser auf den ersten Blick eindrucksvollen Bestätigung stieß es von Anfang an auf Kritik von marxistischer wie nicht-marxistischer Seite. Allerdings argumentierte Rudolf Hilferding auf der Geheimkonferenz der Friedrich List-Gesellschaft im September 1931 im Sinne Grossmanns gegen eine aktive Konjunkturpolitik (gegen den „Lautenbach-Plan“).
Grossmann legt sein Modell in seinem Hauptwerk auch in mathematischen Formeln ausgedrückt vor. Das Modell ist im Folgenden in enger Anlehnung an Grossmanns Text wiedergegeben:

#### „Die logische und mathematische Begründung des Zusammenbruchsgesetzes.“
Grossmann gibt neben einer „arithmetischen und logischen Beweisführung“ noch für „Mathematiker“ eine allgemeine Darstellung, die von den Zufälligkeiten eines konkreten arithmetischen Schemabeispiels frei ist:
Bedeutung der Symbole
 c  = konstantes Kapital. Anfangswert = co. Wert nach j Jahren = cj

 v  = variables Kapital. Anfangswert = vo. Wert nach j Jahren = vj

 m  = Mehrwertrate als Prozentsatz von v

 ac  = Akkumulations-Rate des konstanten Kapitals c

 av  = Akkumulationsrate des variablen Kapitals v

 k  = Konsumtionsteil der Kapitalisten

 M  = Mehrwertmasse =

{\displaystyle k+{\frac {a_{c}\cdot c}{100}}+{\frac {a_{v}\cdot v}{100}}}
 Ω  = organische Zusammensetzung des Kapitals, oder c:v

(Grossmann meint hier den Anfangswert der organischen Zusammensetzung des Kapitals co:vo)

 j  = Anzahl der Jahre
Ferner sei
{\displaystyle r=1+{\frac {a_{c}}{100}}}
und
{\displaystyle s=1+{\frac {a_{v}}{100}}}

#### Die Formel
Nach j Jahren hat das konstante Kapital c unter der vorausgesetzten Akkumulationsrate ac den Betrag
{\displaystyle c_{j}=c_{o}\cdot r^{j}}
Unter der vorausgesetzten Akkumulationsrate av hat das variable Kapital v den Wert:
{\displaystyle v_{j}=v_{o}\cdot s^{j}}
erreicht.
Im Jahre darauf (j + 1) wird die übliche Akkumulation fortgesetzt, und zwar nach der Formel:
{\displaystyle M=k+{\frac {c_{o}\cdot r^{j}\cdot a_{c}}{100}}+{\frac {v_{o}\cdot s^{j}\cdot a_{v}}{100}}={\frac {m\cdot v_{o}\cdot s^{j}}{100}}}
Hieraus folgt:
{\displaystyle k={\frac {v_{o}\cdot s^{j}(m-a_{v})}{100}}-{\frac {c_{o}\cdot r^{j}\cdot a_{c}}{100}}}
Damit k größer als 0 sei, muss sein:
{\displaystyle {\frac {v_{o}\cdot s^{j}(m-a_{v})}{100}}>{\frac {c_{o}\cdot r^{j}\cdot a_{c}}{100}}}
Es ist k = 0 für ein Jahr n, wenn
{\displaystyle {\frac {v_{o}\cdot s^{n}(m-a_{v})}{100}}={\frac {c_{o}\cdot r^{n}\cdot a_{c}}{100}}}
Der Zeitpunkt der absoluten Krise ist dort gegeben, wo der Konsumtionsteil der Unternehmer gänzlich verschwindet, nachdem er bereits lange vorher sich verkleinert hat. Das bedeutet:
{\displaystyle \left({\frac {r}{s}}\right)^{n}={\frac {m-a_{v}}{\Omega \cdot a_{c}}}}
Daraus folgt:
{\displaystyle n={\frac {\log \left({\frac {m-a_{v}}{\Omega \cdot a_{c}}}\right)}{\log \left({\frac {100+a_{c}}{100+a_{v}}}\right)}}}
Dies ist eine reelle Zahl, solange m > av
Diese Voraussetzung liegt aber der ganzen Betrachtungsweise zugrunde. Von dem Zeitpunkt n angefangen, reicht die Mehrwertmasse M nicht aus, um die Verwertung von c und v unter den bisher gemachten Voraussetzungen zu sichern.

#### Diskussion der Formel
Die Zahl der Jahre n bis zur absoluten Krise hängt somit von 4 Bedingungen ab:
1. Von der Höhe (vom Ausgangswert) der organischen Zusammensetzung Ω. Je größer diese, umso kleiner die Zahl der Jahre. Die Krise wird beschleunigt.
2. Von der Akkumulationsrate des konstanten Kapitals ac, die in demselben Sinne wirkt wie die organische Zusammensetzung des Kapitals Ω.
3. Von der Akkumulationrate des variablen Kapitals av, die sowohl verschärfend als auch abschwächend wirken kann, deren Wirkung also, wie aus der Formel zu ersehen ist, ambivalent ist.
4. Von der Höhe der Mehrwertrate m, welche abschwächend wirkt, d. h., dass, je größer m, umso größer auch die Zahl der Jahre n, wodurch die Zusammenbruchstendenz abgeschwächt wird.

Der Akkumulationsprozess kann fortgesetzt werden, wenn die bisherigen Voraussetzungen geändert werden, nämlich:
1. entweder, dass die Akkumulationsrate ac verkleinert wird, also das Tempo der Akkumulation verlangsamt wird, oder
2. dass das konstante Kapital entwertet wird, wodurch wiederum auch die Akkumulationsrate ac kleiner wird;
3. dass die Arbeitskraft entwertet, also der Lohn gedrückt wird, somit die Akkumulationsrate des variablen Kapitals av kleiner, daher die Mehrwertrate m größer wird;
4. endlich durch den Kapitalexport, wodurch wiederum die Akkumulationsrate ac kleiner wird.

Aus diesen vier Hauptfällen lassen sich alle übrigen Variationen ableiten, die in der empirischen Wirklichkeit vorkommen und der kapitalistischen Produktionsweise eine gewisse Elastizität verleihen.
Im restlichen Buch widmet sich Grossmann der Untersuchung dieser „Elastizitäten“ oder gegenwirkenden Tendenzen. Hier seien genannt:
1. Kriege zerstören Kapitalwerte.
2. Die 'Reservearmee' (Arbeitslosigkeit) nimmt zu und übt so Druck auf die Löhne nach unten aus.
3. Imperialismus

### Eine Kritik

#### Statt Unternehmerkonsum …
Grossmann beginnt seinen Rechnung damit, dass der in einer Periode geschaffene Mehrwert aufgeteilt wird in
- zusätzliches variables Kapital, für die zusätzliche Beschäftigung in der nächsten Periode
- zusätzliches konstantes Kapital und
- Konsumausgaben der Kapitalisten.

Der Mehrwert wird dabei genutzt um von Periode zu Periode mehr Arbeiter zu beschäftigen, ein Teil des Mehrwerts dient also dazu, die Ausgaben für das variable Kapital v zu erhöhen. Ein anderer Teil des Mehrwerts dient dazu, die Ausgaben für das konstante Kapital c zu erhöhen, und der verbleibende Teil des Mehrwerts dient der Finanzierung der Konsumsausgaben der Kapitalisten.
Wegen der steigenden Zusammensetzung des Kapitals nehmen die Ausgaben für konstantes Kapital rascher zu als die Ausgaben des variablen Kapitals und auch als der Neuwert insgesamt. Das bedeutet, dass der Anteil der Konsumausgaben der Kapitalisten am Neuwert abnimmt, allerdings nimmt er anfangs noch absolut zu. Schließlich wird aber ein Zeitpunkt erreicht, wo die Konsumausgaben auch absolut zu sinken anfangen (erster Krisenpunkt). Schließlich gehen die Konsumausgaben gegen null. Jetzt könnten die Ausgaben für konstantes Kapital nur noch zu Lasten des variablen Kapitals gesteigert werden, das bedeutet aber zu Lasten der Beschäftigung. Selbst wenn die Unternehmen ihre Investitionspläne bezüglich des konstanten Kapitals noch befriedigten, hätten sie nicht mehr genügend Kapital übrig, um die erforderliche Beschäftigung zu bezahlen. Im Ergebnis käme es auf der einen Seite zu Arbeitslosigkeit, auf der anderen Seite zu brachliegenden Kapitalanlagen, wie es Marx im fünfzehnten Kapitel von Band III von Das Kapital geschildert hat.

#### … Erweiterungsinvestitionen
Kritiker stören sich an der Kategorie „Unternehmerkonsum“. In marxistischen Modellen wird oft vom Unternehmerkonsum „abstrahiert“. Die Begründung ist, dass im Vergleich zu den riesigen Einnahmen der Kapitalisten ihre sicherlich beträchtlichen Ausgaben für Luxuskonsum nicht ins Gewicht fallen, so dass sie vernachlässigt werden können, soll die Wirtschaft beschrieben werden, zumal die Konkurrenz die Kapitalisten zwingt, ihre Einnahmen in erster Linie zu investieren, nicht zu konsumieren.
Man kann das Modell aber abwandeln, indem man annimmt, dass der überschüssige Mehrwert nicht der Finanzierung des Konsums dient, sondern dem Einsatz zusätzlicher Beschäftigung. Ein Teil des Mehrwerts dient dann dazu, in der nächsten Periode je Arbeiter mehr in konstantes Kapital zu investieren, der restliche Teil dient dazu, mehr Arbeiter zu beschäftigen. Wegen der steigenden Zusammensetzung des Kapitals wird immer mehr in konstantes Kapital je Arbeiter investiert, immer weniger in zusätzliche Beschäftigung.

## Schriften (Auswahl)
- Proletariat wobec kwestii żydowskiej. Z powodu niedyskutowanej dyskusji w ‘Krytyce’. [Das Proletariat angesichts der jüdischen Frage. Aus Anlaß der nicht geführten Diskussion in der ‚Kritik‘.] Kraków: Drukarni Wł. Teodorczuka, 1905. [Poln.]
- Der bundizm in Galitsien. Kraków: Ferlag der Sotsial-democrat, 1907. [Jidd.]
- Österreichs Handelspolitik mit Bezug auf Galizien in der Reformperiode 1772-1790. Wien: C. Konegen, 1914. (Studien zur Sozial-, Wirtschafts- und Verwaltungsgeschichte. Hrsg. von Karl Grünberg. X. Heft.)
- Teorja kryzysów gospodarczych. (The Theory of Economic Crises). – Meeting of June 16, 1919. In: Bulletin International de l’Académie Polonaise des Sciences et des Lettres. Classe de Philologie. Classe d’Histoire et de Philosophie. II. Partie. Les Années 1919, 1920. Cracovie: Impr. de l’Univ., 1925. S. 285–290. [Engl.]
- Simonde de Sismondi et ses théories économiques. (Une nouvelle interprétation de sa pensée). Varsaviae: Univ. Lib. Pol., 1924. (Bibliotheca Universitatis Liberae Polonae. A. 1924. Fasc. 11.)
- Das Akkumulations- und Zusammenbruchsgesetz des kapitalistischen Systems. (Zugleich eine Krisentheorie). Leipzig: C. L. Hirschfeld, 1929. (Schriften des Instituts für Sozialforschung an der Universität Frankfurt a. M. Bd. I. Hrsg. von Carl Grünberg.) [Nachdruck: Frankfurt a. M.: Verlag Neue Kritik, 1967 und 1970. ISBN 3-8015-0065-9]
- Die Goldproduktion im Reproduktionsschema von Marx und Rosa Luxemburg. In: Festschrift für Carl Grünberg. Zum 70. Geburtstag, Leipzig 1932, S. 152–184.
- Die gesellschaftlichen Grundlagen der mechanistischen Philosophie und die Manufaktur. In: Zeitschrift für Sozialforschung. Jg. IV. H. 2. Paris: F. Alcan, 1935. S. 161–231.
- W. Playfair, The Earliest Theorist of Capitalist Development. In: The Economic History Review. Published for the Economic History Society. Vol. XVIII. No. 1/2. [First Series.] London: A. & C. Black, 1948. S. 65–83.
- Marx, die klassische Nationalökonomie und das Problem der Dynamik. Mit einem Nachwort von Paul Mattick. Frankfurt a. M., Wien: Europäische Verlagsanstalt/Europa Verlag, 1969. [Urspr.: Hektographiertes Typoskript. New York: Institut für Sozialforschung, 1941.]
- Aufsätze zur Krisentheorie. Frankfurt a. M.: Verlag Neue Kritik, 1971. ISBN 3-8015-0071-3 [Nachdruck von Aufsätzen aus den Jahren 1928, 1929 und 1932 und eine Übersetzung aus dem Englischen von Joschka Fischer eines Aufsatzes aus dem Jahre 1943.]
- [zusammen mit Carl Grünberg:] Anarchismus, Bolschewismus, Sozialismus. Aufsätze aus dem ‚Wörterbuch der Volkswirtschaft‘. Hrsg. von Claudio Pozzoli. Frankfurt a. M.: Europäische Verlagsanstalt, 1971. [Nachdruck von Wörterbuchaufsätzen aus den Jahren 1931-1933.]
- Schriften aus dem Nachlass. Mit weiteren Materialien und Dokumenten hrsg. und bearb. von Jürgen Scheele. Tectum Verlag, Baden-Baden 2017, ISBN 978-3-8288-3892-5.